# John Leamy

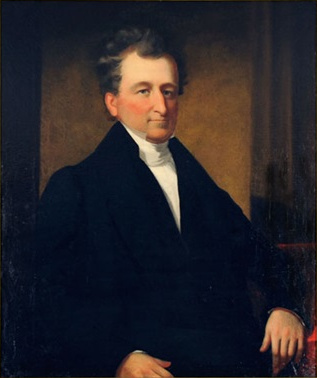
John Leamy

John Leamy (1757 - 4 de dezembro de 1839) foi um comerciante norte-americano nascido na Irlanda que foi o pioneiro no comércio da Filadélfia com as colônias espanholas nas Américas. Ele foi um dos fundadores da Insurance Company of North America e da Hibernian Society. Como um católico romano ativo, ele ajudou a financiar a construção da Igreja de Santo Agostinho da Filadélfia, Pensilvânia.

## Negócios
Leamy ficou rico ao se aventurar no difícil comércio com a Espanha, quando a maioria dos mercadores não o faria. Quando ele perdeu sua posição especialmente competitiva, o comércio estagnou e ele se concentrou nos negócios domésticos a partir de então.

### Métodos
Em uma época em que a política mercantilista espanhola era o principal obstáculo ao comércio, Leamy estabeleceu relações com autoridades espanholas para obter acesso preferencial às licenças comerciais. Começando durante o envolvimento espanhol na Revolução Americana, ele prestou favores pessoais, como fazer entregas para Francisco Rendón e fornecer uma casa para o embaixador Josef de Jáudenes [es]. Ele fortaleceu esses laços por meio do catolicismo romano compartilhado e do patrocínio da City Tavern.
Comerciantes como Leamy "exibiam extrema flexibilidade nos negócios, incluindo a disposição de enviar provisões por rotas indiretas, pagar burocratas corruptos e até mesmo transportar escravos para obter acesso a portos oficialmente fechados". Depois de 1792, ele alcançou uma "presença dominante" no comércio espanhol, enquanto "aqueles que agiram de maneira diferente simplesmente não tiveram sucesso". 
Em vez de competir com outros comerciantes norte-americanos, ele cooperou fortemente com os nova-iorquinos John e Thomas Stoughton. Eles nunca foram parceiros formais, mas Leamy atuou como seu corretor de seguros enquanto os Stoughtons fretavam e provisionavam seus navios. Eles trabalharam juntos para explorar as oportunidades oferecidas pelas autoridades espanholas. Como agente, ele usou seu irmão James Leamy, que viveu em Havana até sua morte em 1798, enquanto outros comerciantes sofriam com o uso de correspondentes não confiáveis. 

### Expansão
Em março de 1788, um anúncio mostrava "Leamy and Elliot", mas em dezembro Leamy estava no negócio por conta própria. No final da década de 1780, Leamy negociou com a Espanha peninsular, a Louisiana espanhola e o Caribe espanhol e francês. Ele foi o primeiro a anunciar alcaçuz em um jornal da Filadélfia e, em 1789, era um grande anunciante de algodão cru importado de Cartagena em Nova Granada (atual Colômbia); ele pode ter sido o primeiro americano a importar mercadorias daquela área. O City Directory de 1791 o lista como "Agente de Sua Majestade Católica", Carlos IV da Espanha, mas ainda não está claro o que isso implicou. Ao passar informações secretas da Espanha peninsular para as colônias, Leamy agiu de forma semelhante a um cônsul, embora não tivesse nenhum título diplomático. 
Em 1793, ele estava mais focado na Espanha peninsular e em Cuba. Principalmente ele exportou farinha, trazendo em média 2 000 barris por viagem para Cuba, e voltando para os Estados Unidos com espécies de ouro e prata. Ele foi responsável pelo transporte de mais de $ 100 000 em espécie de Havana para a Filadélfia somente em 1794. O volume desse comércio era tal que a economia cubana regularmente ficava sem dinheiro e, como resultado, sofria escassez de alimentos.
Após o levantamento temporário das restrições comerciais, em 28 de novembro de 1798, a fragata John de Leamy chegou a Montevidéu carregando madeira, tornando-se a primeira embarcação dos Estados Unidos a entrar no Río de la Plata. Provavelmente voltou com lã, peles e carne bovina. 
Alguns dos navios de propriedade ou segurados de Leamy foram capturados na Quasi-Guerra, contribuindo para as reivindicações de espoliação francesas. 
Para reduzir o risco de suas operações, Leamy ajudou a fundar a Companhia de Seguros da América do Norte em 1792. Ele era um diretor e a princípio seu melhor cliente, com os arquivos da empresa oferecendo ampla evidência de seus empreendimentos segurados, mas ele a deixou no final de 1806 para fundou a Marine and Fire Insurance Company.

### Bloqueio
Em comparação com os primeiros anos de sucesso, os negócios de Leamy foram bloqueados de 1802 a 1807, período em que Valentín de Foronda [es] passou como cônsul-geral da Espanha na Filadélfia. Foronda estava muito mais interessado do que seus predecessores na estrita aplicação da lei espanhola, às custas do comércio de Leamy. O comércio entre Estados Unidos e Espanha estava se tornando mais acessível, mas depois de 1807 Leamy mudou para negócios domésticos, especialmente seguros marítimos.

## Leitura Adicional
- Milano, Kenneth W. (2012). Hidden History of Kensington and Fishtown. Charleston, South Carolina: The History Press. ISBN 9781614236375
- Morris, Elliston (1916). «Sketch of the History of the Episcopal Hospital». Medical and Surgical Reports of the Episcopal Hospital. 4: 24–35
- Philadelphia Department of Streets (1959). Philadelphia Street Map. [S.l.: s.n.]